# É
É (minuskule é) je písmeno latinky. Nazývá se E s čárkou nebo v češtině dlouhé E. Nachází se afrikánštině, katalánštině, češtině, dánštině, nizozemštině, emilijštině, francouzštině, galicijštině, japonštině, maďarštině, islandštině, irštině, italštině, kašubštině, okcitánštině, lucemburštině, norštině, portugalštině, slovenštině, vietnamštině, španělštině, švédštině, skotské gaelštině a velštině. Používá se též v angličtině, kde však není v oficiální abecedě, ale pouze v přejatých slovech z francouzštiny.
Funkce čárky nad e má vliv na výslovnost a liší se podle jazyka, například může označovat délku (čeština, maďarština), zavřenou (francouzština) nebo otevřenou (portugalština) výslovnost, přízvuk (italština) nebo tón (vietnamština, pchin-jin). Dříve se též používalo v grónštině, kde značilo krátké E před dvěma souhláskami.
Písmeno se také používá v latinizované verzi názvu japonské značky Pokémon.